# Nahum Goldmann
Nahum Goldmann (hebreo: נחום גולדמן) fue un sionista israelí nacido en Polonia fundador y presidente por un largo tiempo del Congreso Mundial Judío. También fue presidente de la Organización Sionista Mundial.

## Educación
Nahum Goldmann nació en Wischnewo, Lituania (ahora Wisziewiec), Polonia, hijo de una familia de profesores y escritores, y se mudó con sus padres en 1900 a Fráncfort del Meno, Alemania. Goldmann estudió leyes, historia, y filosofía en Marburg, Heidelberg, y Berlín. Se graduó en leyes y filosofía.

## Política
En 1951 fue elegido presidente de la Organización Sionista Mundial.
Goldmann murió en Bad Reichenhall, Alemania. Fue enterrado en el Cementerio Nacional Har Herzl de Jerusalem en el mausoleo de los presidentes de la Organización Mundial Sionista.

## Trabajos de Goldmann
- Nahum Goldmann, Staatsmann ohne Staat (Statesman Without a State, autobiography), 1970, Köln: Kiepenheuer-Witsch. ISBN 3-462-00780-7
- Nahum Goldmann (Fall 1978). Zionist Ideology and the Reality of Israel, Foreign Affairs.
- Nahum Goldmann (1969). The Autobiography of Nahum Goldmann;: Sixty Years of Jewish Life. Holt, Rinehart and Winston. ISBN 0-03-081337-9.
- Nahum Goldmann (1978). The Jewish Paradox. Grosset & Dunlap. ISBN 0-448-15166-9.
- Nahum Goldmann, Mein Leben als deutscher Jude (My Life as a German Jew), 1982, München: Langen-Müller.  ISBN 3-7844-1771-X.
- Nahum Goldmann (1970). «The Future of Israel». Foreign Affairs 49: 51-69.